# Futuroscope
Futuroscope is een Frans attractiepark dat is opgebouwd rond de thema's multimedia, cinematografie en futuristische audio-visuele technieken. Het ligt tien kilometer ten noorden van de stad Poitiers, op het gebied van de gemeenten Chasseneuil-du-Poitou en Jaunay-Marigny, en is gesticht door René Monory. Bij het attractiepark ligt treinstation Futuroscope.

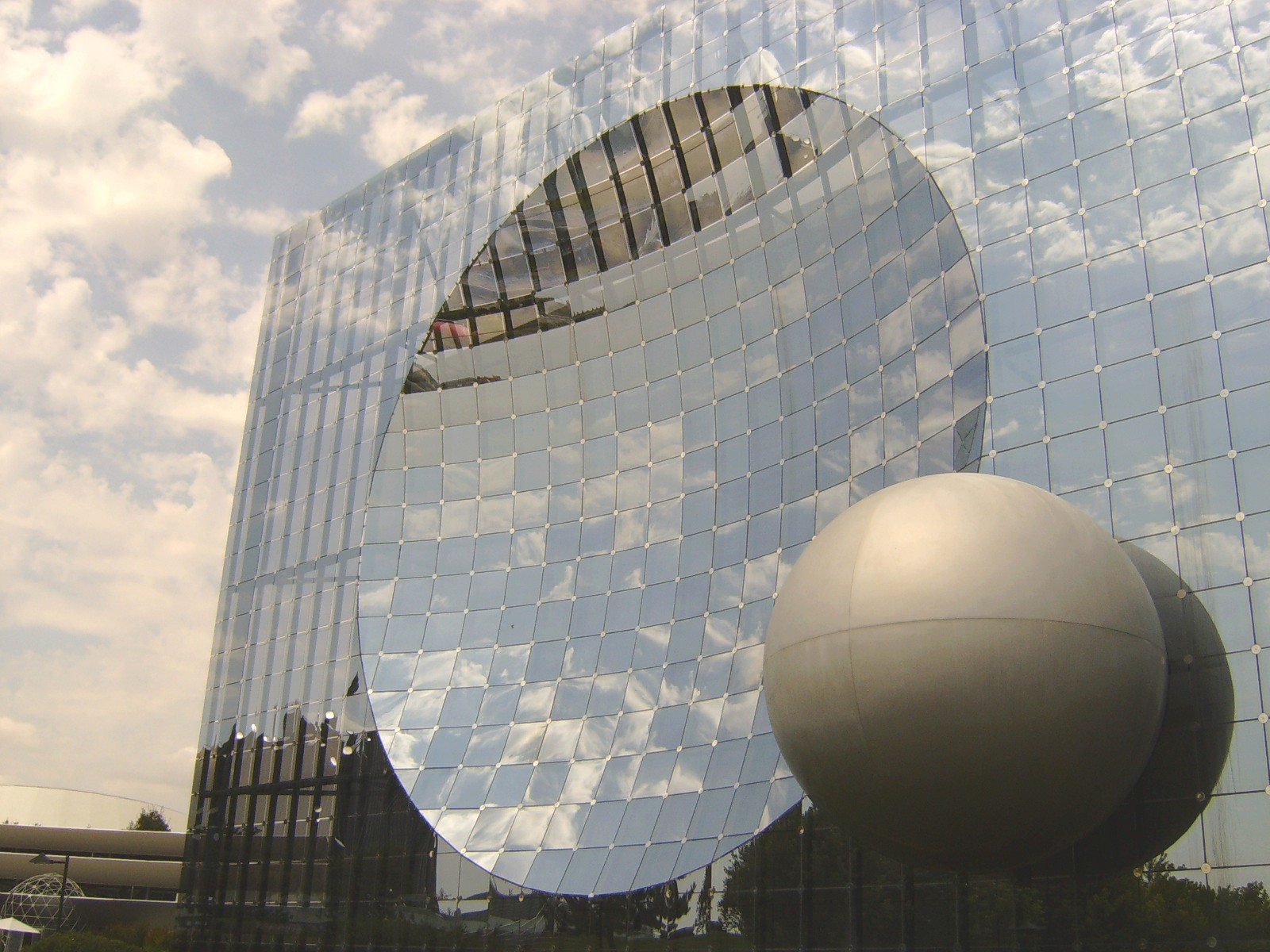
Het IMax 3D-theater

Het park is in 1987 geopend en trekt ongeveer twee miljoen bezoekers per jaar. Sinds 2000 bevindt zich in het park een TGV-station aan de LGV Atlantique. In het park zijn verschillende bioscoopzalen, gebaseerd op onder andere 3D, IMAX en 360°-technieken. Ook worden er voorstellingen gegeven en zijn er attracties, waarvan enkele ontworpen en gebouwd door het Nederlandse Jora Vision. De gebouwen in het park worden gekenmerkt door een moderne en futuristisch aandoende architectuur.

## Sport
Tussen 1986 en 2000 was Futuroscope tien keer etappeplaats in de Ronde van Frankrijk. De edities van 1990 en 2000 gingen er van start met een individuele tijdrit in het park. Onder meer Frans Maassen, Stephen Roche en Jan Svorada wonnen in Futuroscope.